# ۲۲ جمادی‌الثانی
۲۲ جمادی‌الثانی، بیست و دومین روز از ماه جمادی‌الثانی در تقویم هجری قمری است.
در تقویم هجری قمری قراردادی این روز صد و هفتاد و یکمین روز سال است.

## درگذشتگان
۱۳ قمری ابوبکر اولین خلیفه بعد از فوت محمد